# Dirk Gieselmann

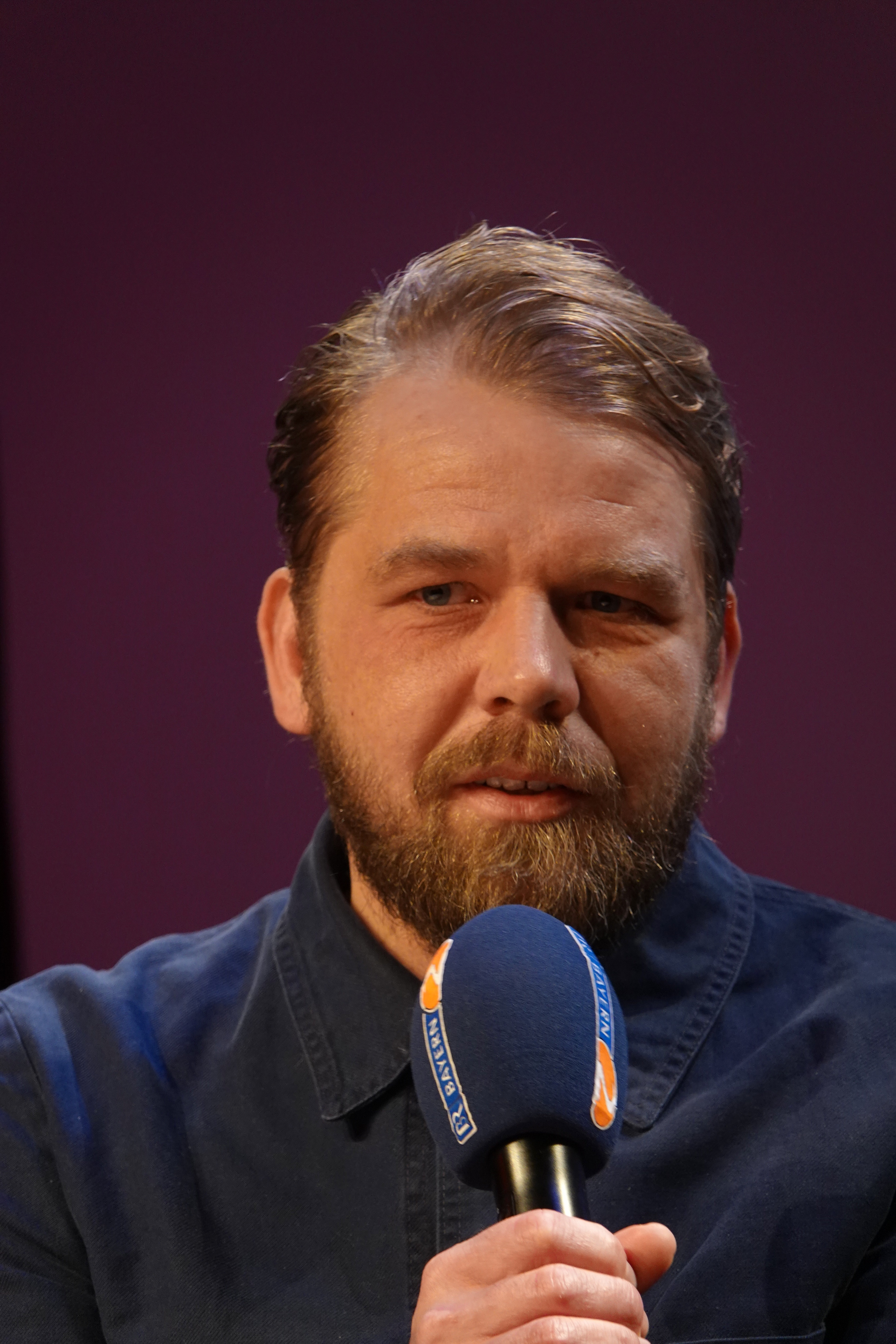
Dirk Gieselmann (2023)

Dirk Gerrit Gieselmann (* 1978 in Diepholz) ist ein deutscher Journalist, Kolumnist und Autor.

## Leben
Gieselmann studierte Germanistik und Philosophie. Er war zunächst über 10 Jahre für das Fußballmagazin 11 Freunde tätig. Für seine Arbeit am 11-Freunde-Liveticker wurde er unter anderem mit dem Henri-Nannen-Preis, dem Grimme Online Award und dem Deutschen Reporterpreis ausgezeichnet. Später schrieb er als freier Journalist auch für Die Zeit, den Tagesspiegel, den Spiegel, die Süddeutsche Zeitung und Cicero. Gemeinsam mit dem Fotografen Armin Smailovic veröffentlichte er 2017 den Atlas der Angst. Eine Reise durch Deutschland. Die darauf basierende dokumentarische Inszenierung von Gernot Grünewald hatte am 22. April 2017 ihre Premiere am Hamburger Thalia Theater. Auf Gieselmanns autobiographischer Kurzgeschichte My Way basiert der Kurzspielfilm Gieselmann.
Heute schreibt er für das Fußballmagazin 11 Freunde, für das Gesellschaftsmagazin Dummy und für das Schweizer Das Magazin.
Gieselmann lebt und arbeitet in Berlin.

## Verstöße gegen journalistische Standards
Mitte Februar 2019 wurden erste Vorwürfe laut, Gieselmann habe die Protagonistin eines im SZ Magazin zur Veröffentlichung vorgesehenen Artikels erfunden. Der Text wurde daraufhin nicht veröffentlicht. Nachdem der Autor selbst Die Zeit kontaktierte, überprüfte man intern 30 Artikel für Zeit Online und elf Artikel für Die Zeit, welche Gieselmann in den Jahren 2015 bis 2018 verfasst hatte. Dabei fanden sich in elf Artikeln „Schludrigkeiten und Unsauberkeiten“ sowie „einige Fehler […], die offenbar die Dramaturgie der Beiträge unterstützen sollten“. Da die Häufung der Fehler gegen die Sorgfaltspflicht und die journalistischen Grundsätze des Hauses verstießen, beendete das Unternehmen die Zusammenarbeit mit Gieselmann und korrigierte alle online verfügbaren Texte.

## Werke
- Irgendwo. Schardt, Oldenburg, 2010, ISBN 978-3-89841-015-1.
- mit Fabian Jonas und Lucas Vogelsang: Und nun zum Wetter. 100 Jahre Weltgeschichte im Liveticker, Rowohlt, Reinbek bei Hamburg 2014, ISBN 978-3-499-62856-6
- mit Armin Smailovic: Atlas der Angst. Eine Reise durch Deutschland, Eichborn, Köln 2017, ISBN 978-3-8479-0628-5
- Der Inselmann, Roman, Kiepenheuer & Witsch, Köln 2023, ISBN 978-3-462-00025-2
- Was macht die Nacht?, Kinderbuch mit Illustrationen von Stella Dreis, Aladin, Stuttgart 2023, ISBN 978-3-8489-0209-5, 32 S.
- Pearl Jam oder Du sollst keine gute Laune haben, Kiepenheuer & Witsch, Köln 2023, ISBN 978-3-462-05391-3, 144 S.

## Preise
- 2010: Henri-Nannen-Preis in der Kategorie „Humor“ für den Liveticker auf 11freunde.de, gemeinsam mit Andreas Bock, Fabian Jonas und Lucas Vogelsang[12]
- 2013: Grimme Online Award in der Kategorie „Kultur und Unterhaltung“ für den Liveticker auf 11freunde.de, gemeinsam mit Andreas Bock, Johannes Ehrmann, Moritz Herrmann, Fabian Jonas, Benjamin Kuhlhoff, Alex Raack und Ron Ulrich[13]
- 2013: Deutscher Reporterpreis in der Kategorie „Beste Web-Reportage“ für den Liveticker auf 11Freunde.de mit „Werbung für den Handball“[14]
- 2018: 3. Platz der Journalisten des Jahres in der Kategorie „Unterhaltung“ des Medium Magazins